# Pierre Delaval
Pierre Delaval es un esquiador francés.

## Carrera
Representó a Francia en los Juegos Paralímpicos de Invierno de 1984 y en los Juegos Paralímpicos de Invierno de 1988, ambos celebrados en Innsbruck, Austria. 
En su participación en los Juegos de 1984 ganó la medalla de oro tanto en los eventos de media distancia masculina 10 km LW5 / 7 como en los eventos de corta distancia masculina 5 km LW5 / 7.
Igualmente durante los Juegos de 1988 ganó la medalla de oro en el evento LW5 / 7 de corta distancia de 5 km para hombres. También ganó la medalla de plata en el evento LW5 / 7 de 15 km de larga distancia para hombres.